# Gérard Marinier
Gérard Henri Marinier (* 25. Januar 1899 in Genillé; † 12. September 1937 in Joué-lès-Tours) war ein französischer Autorennfahrer.

## Karriere
Gérard Marinier war in den frühen 1920er-Jahren zweimal beim 24-Stunden-Rennen von Le Mans am Start. Beim Debütrennen dieser Rennveranstaltung 1923 steuerte er gemeinsam mit Jules Robin einen Werks-Rolland-Pilain an die 24. Stelle der Gesamtwertung. Ein Jahr später scheiterte er mit Antoine Dubreil als Partner auf einem Fahrzeug derselben Marke vorzeitig.

## Statistik

### Le-Mans-Ergebnisse
| Jahr | Team                                  | Fahrzeug                 | Teamkollege     | Platzierung | Ausfallgrund |
| ---- | ------------------------------------- | ------------------------ | --------------- | ----------- | ------------ |
| 1923 | Rolland-Pilain                        | Rolland-Pilain RP        | Jules Robin     | Rang 24     |              |
| 1924 | Ets. Automobiles Rolland et Pilain SA | Rolland-Pilain C23 Sport | Antoine Dubreil | Ausfall     | kein Benzin  |